# Chaco tucumana
Chaco tucumana är en spindelart som beskrevs av Pablo A. Goloboff 1995. Chaco tucumana ingår i släktet Chaco och familjen Nemesiidae. Inga underarter finns listade i Catalogue of Life.